# Topolîne, Bolgrad
Topoline, întâlnit și sub forma Topalinoe (în bulgară Тополине, transliterat: Topoline, în rusă Топалиное, transliterat: Topalinoe, în ucraineană Тополине, transliterat: Topolîne) este un sat în comuna Bolgrad din raionul Bolgrad, regiunea Odesa, Ucraina. Are 427 locuitori, preponderent bulgari.
Satul este situat la o altitudine de 8 metri, pe malul estic al Lacului Ialpug, în partea de sud-vest a raionului Bolgrad. El se află la o distanță de 7 km sud de centrul raional Bolgrad. Prin aceasta localitate trece drumul național Bolgrad-Ismail. Satul este localizat între Bolgrad și Cișmeaua-Văruită, mai la sud de Oxamitne.

## Istoric
Satul Topoline a fost înființat în anul 1978 pe malul vestic al lacului Ialpug, ca sat component al raionului Bolgrad din Regiunea Odesa a RSS Ucrainene. În anul 1990 a fost deschisă prima școala din sat. 
Începând din anul 1991, satul Topoline face parte din raionul Bolgrad al regiunii Odesa din cadrul Ucrainei independente. În prezent, satul are 427 locuitori, preponderent bulgari.

## Populație
2001: 427 (recensamânt)